# Вероятност
Вероятността е количествена оценка на възможността дадено събитие да настъпи, на основата на наличната информация. В теорията на вероятностите се използва специфичен математически апарат за изчисление на вероятностите за настъпване на различни събития, който намира широко приложение за разбирането и предвиждането на възможни събития и изследването на поведението на сложни системи в различни области на познанието, като статистиката, финансите, природните науки (статистическата физика), техниката, социологията, маркетинга и дори философията.
Числената стойност вероятността е между 0 и 1, като често бива изразена в проценти. Колкото по-голяма е вероятността на едно събитие, толкова по-голяма е възможността то да се случи. Граничните стойности 0 и 1 отговарят съответно на „невъзможно събитие“ и „сигурно събитие“.

## История
Систематичното изследване на вероятностите е сравнително ново явление в човешката история. Хазартът показва, че интерес към количествената оценка на вероятностите съществува от хилядолетия, но строгите математически формулировки се появяват сравнително скоро. Извън опростените работи на Джироламо Кардано, понятието за вероятност в съвременния смисъл се появява в кореспонденцията между Пиер дьо Ферма и Блез Паскал през 1654 година. През 1657 година Кристиан Хюйгенс за пръв път интерпретира научно темата, а Якоб Бернули (1713) и Абраам дьо Моавр (1718) я разглеждат като клон на математиката.
Теорията на вероятностите като наука възниква едва през XIX век с теоретичните разработки на руските учени Александър Ляпунов и Андрей Марков (Марковска верига). Едва през 1933 година благодарение на Андрей Колмогоров теорията на вероятностите става истинска научна теория с описание на методи, теореми и примери.

## Математическа теория
Теория на вероятностите е клон на математиката, който изучава вероятността и анализа на случайни явления. Централни обекти на теорията на вероятностите са случайни величини, стохастични процеси и събития: математически абстракции на недетерминирани събития или измерените количества, които са или единични събития или се развиват с течение на времето в привидно случайни събития. Ако едно хвърляне на монета или хвърляне на зарове се счита за случайно събитие, то след това, ако се повтаря много пъти тази поредица от случайни събития ще демонстрира някакви закономерности, които могат да бъдат изучавани и прогнозирани. Математически резултати, описващи такива модели са законът за големите числа и централната гранична теорема.
Като математическа основа за статистиката, теорията на вероятностите е от съществено значение за много човешки дейности, които включват количествен анализ на големи набори от данни. Методи на теорията на вероятностите се прилага за описание на сложни системи, като се има предвид само частично познаване на състоянието им, като например в статистическата механика. Голямо откритие на двадесети век във физиката е вероятностният характер на някои физични явления на атомно ниво, описани в квантовата механика.
Основни понятия в теорията на вероятностите са:
- Вероятност
- Вероятностно пространство
- Случайна величина
- Локална теорема на Моавър-Лаплас
- Функция на разпределението
- Математическо очакване
- Независимост
- Закон за големите числа
- Разпределение на случайна величина
- Условна вероятност

Има най-малко два успешни опити да се формализира вероятността, а именно формулировката на Колмогоров и формулировката на Кокс. При формулирането на Колмогоров (виж вероятностно пространство), множествата се тълкуват като събития, а вероятността като мярка за клас от множества. В теоремата на Кокс, вероятността се приема като примитивна (тоест не е допълнително анализирана) и акцентът е върху изграждането на последователност при съзадаване на съответствие между вероятностите стойности и предложения. И в двата случая законите на вероятностите са същите, с изключение на техническите подробности.

## Обобщение на изчисляване на вероятности
Ако две събития A и B възникнат при едно изпълнение на експеримент, това се нарича пресечна или съвместна вероятност на A и B, означена като {\displaystyle P(A\cap B)}.
| Събитие         | Вероятност |
| --------------- | --- |
| 1 или 2         | {\displaystyle P(1{\mbox{ or }}2)=P(1)+P(2)={\tfrac {1}{6}}+{\tfrac {1}{6}}={\tfrac {1}{3}}.}                                                                        |
| A               | {\displaystyle P(A)\in [0,1]\,} |
| не A            | {\displaystyle P(A')=1-P(A)\,} |
| A или B         | {\displaystyle {\begin{aligned}P(A\cup B)&=P(A)+P(B)-P(A\cap B)\\&=P(A)+P(B)\qquad {\mbox{if A and B are mutually exclusive}}\\\end{aligned}}} взаимно изключващи се |
| A и B           | {\displaystyle {\begin{aligned}P(A\cap B)&=P(A\|B)P(B)=P(B\|A)P(A)\\&=P(A)P(B)\qquad {\mbox{if A and B are independent}}\\\end{aligned}}} независими                 |
| A при условие B | {\displaystyle P(A\mid B)={\frac {P(A\cap B)}{P(B)}}\,} |

## Приложение
Теорията на вероятностите се прилага във всекидневния живот в оценяване на риска, и в търговията на стоковите пазари. Правителствата обикновено прилагат вероятностни методи в екологичните нормативи.
Един добър пример за това е ефектът на евентуален широк конфликт в Близкия изток върху цените на петрола, които са верижна реакция в икономиката като цяло. Оценката от търговец, че войната е повече вероятна отколкото по-малко вероятна, движи цените нагоре или надолу, както и привлича други търговци на това становище. Съответно, вероятностите невинаги са оценявани независимо, нито непременно много рационално. Понякога се получава и така нареченият групов ефект
Може да се каже, че откриването на строги методи за оценка и комбиниране на вероятности дълбоко засяга съвременното общество. Съответно може да бъде от полза за повечето граждани да разберат как се правят вероятностните оценки и как да допринесат за подобряване на репутацията и за решенията, особено в демокрацията.
Друго значително приложение на теорията на вероятностите в ежедневието е в теорията на стареенето и дълголетието. При изработването на много потребителски продукти, като например автомобили и електроника, се използва теорията на надеждността в дизайна на продукта, за да се намали вероятността от неуспех. Това може да повлияе на решенията на производителя за гаранцията на продукта.
Статистически езикови модели се използват в изучаването на естествените езици, които също са примери за приложенията на теорията на вероятностите.

## Връзка със случайността
В детерминистичната вселена, функционираща според понятията от Нютоновата механика, няма да има вероятност, ако всички условия са известни (демон на Лаплас). В случая на рулетката, ако силата на ръката и периодът на тази сила са известни, числото, на което ще спре топката, ще бъде известно със сигурност. Разбира се, това предполага също така познаване на инерцията и триенето на колелото, теглото, гладкостта и закръглеността на топката, вариациите в скоростта на ръката по време на завъртане и т.н. Вероятностните описания в този случай могат да бъдат по-полезни от Нютоновата механика за анализ на модела на резултатите от многократните опити на рулетка. Физиците са изправени пред същата ситуация в кинетичната теория на газовете, където макар че системата е детерминирана „по принцип“, тя е толкова сложна, че е възможно само статистическо описание на свойствата ѝ.
Теорията на вероятностите се прилага за описване на природните явления. Революционно откритие от началото на 20 век във физиката е случайният характер на всички физически процеси, които се проявяват при субатомни мащаби и се подчиняват на законите на квантовата механика. Обективната вълнова функция се развива, но според тълкуването на Копенхаген, случайността се обяснява с колапса на вълновата функция, когато се извършва наблюдение. Въпреки това, загубата на детерминизъм в името на инструментализъм не се посреща с универсално одобрение. Така например Алберт Айнщайн произнася известната си фраза в писмо до Макс Борн: „Аз съм убеден, че Бог не играе на зарове“  Подобно на Айнщайн Ервин Шрьодингер, който открива вълновата функция, вярва, че квантовата механика е статистическо приближение на детерминистичната реалност.